# HMNZS Leander
HMNZS Leander là một tàu tuần dương hạng nhẹ phục vụ cùng Hải quân Hoàng gia New Zealand trong Chiến tranh Thế giới thứ hai. Ban đầu có tên là HMS Leander trong lực lượng Hải quân Hoàng gia Anh Quốc, nó là chiếc dẫn đầu của lớp tàu tuần dương hạng nhẹ Leander. Sau chiến tranh nó được hoàn trả cho Anh và bị bán để tháo dỡ vào năm 1949.

## Thiết kế và chế tạo
Leander được đặt lườn tại Devonport vào ngày 1 tháng 8 năm 1928, được hạ thủy vào ngày 13 tháng 7 năm 1929. Nó được đưa ra hoạt động cùng Hải quân Hoàng gia Anh như là chiếc HMS Leander vào ngày 23 tháng 7 năm 1931. Cùng với chiếc HMS Achilles ở cùng lớp, nó hoạt động cho Phân hạm đội New Zealand của Hải quân Hoàng gia. Vào năm 1941 Phân hạm đội New Zealand phát triển trở thành Hải quân Hoàng gia New Zealand và nó trở thành HMNZS Leander vào tháng 9 năm 1941.

## Lịch sử hoạt động
Trong Chiến tranh Thế giới thứ hai, HMNZS Leander thoạt tiên phục vụ tại Thái Bình Dương và Ấn Độ Dương. Trung tá Hải quân Stephen Roskill được bổ nhiệm làm thuyền trưởng vào năm 1941. Vào ngày 27 tháng 2 năm 1941, nó đánh chìm chiếc tàu buôn vũ trang Italy Ramb I gần quần đảo Maldives, cứu 113 người trong sốthành viên thủy thủ đoàn của nó. Đến ngày 23 tháng 3 năm 1941, Leander ngăn chặn và chiếm chiếc tàu buôn Charles L.D. thuộc phe Vichy Pháp tại Ấn Độ Dương giữa Mauritius và Madagascar. Ngày 14 tháng 4, Leander được bố trí để hỗ trợ cuộc Chiến tranh Anh-Iraq, rồi đến ngày 18 tháng 4, nó sáp nhập cùng tàu sân bay HMS Hermes và tàu tuần dương hạng nhẹ HMS Emerald. Ngày 22 tháng 4, Leander được cho tách khỏi nhiệm vụ hỗ trợ tại vùng vịnh Ba Tư để tham gia truy lùng chiếc tàu cướp tàu buôn Đức Pinguin về phía Nam Maldives.
Vào tháng 6 năm 1941, Leander được cho chuyển sang Hạm đội Địa Trung Hải, hoạt động chống lại lực lượng Vichy Pháp trong Chiến dịch Syria-Liban tại Địa Trung Hải. Leander quay trở lại Thái Bình Dương vào năm 1943.
Ngày 13 tháng 7 năm 1943, HMNZS Leander tham gia Đội Đặc nhiệm 36.1 dưới quyền Chuẩn Đô đốc Walden Lee Ainsworth bao gồm ba tàu tuần dương hạng nhẹ: Leander, USS Honolulu và USS St. Louis cùng mười tàu khu trục. Lúc 01 giờ 00, các tàu chiến Đồng Minh phát hiện qua màn hình radar tàu tuần dương Nhật Bản Jintsu, được năm tàu khu trục tháp tùng gần Kolombangara trong quần đảo Solomon. Trong trận Kolombangara diễn ra sau đó, Jintsu bị đánh chìm, và cả ba tàu tuần dương Đồng Minh đều bị trúng ngư lôi và bị hư hại nặng. Leander bị hỏng nặng đến mức nó không còn tham gia hoạt động nào khác trong chiến tranh. Nó được sửa chữa, thoạt tiên là tại Auckland và sau đó được cho chuyển đến Boston cho một đợt tái trang bị rộng rãi.
Sau đó nó được hoàn trả về cho Hải quân Hoàng gia. Vào năm 1946 nó từng tham gia trong vụ sự cố eo biển Corfu. Nó bị bán để tháo dỡ vào ngày 15 tháng 12 năm 1949.